# Zeemijl

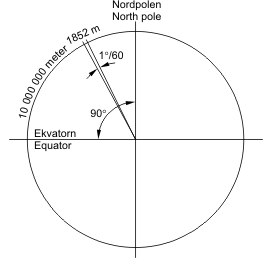
Berekening van een zeemijl.

Een (internationale) zeemijl (Engels: (international) nautical mile, afgekort NM of nmi) is een lengtemaat die gelijk is aan precies 1852 meter. Een zeemijl is dus langer dan een (Engelse) mijl (1609,344 meter). De zeemijl kan opgedeeld worden in tien stukken van 185,2 meter, kabellengtes genaamd.
De zeemijl wordt als eenheid van afstand gebruikt in de zeevaart en de gemotoriseerde luchtvaart. Ook de afgeleide snelheidsmaat knoop (zeemijl per uur) wordt hier veel gebruikt.
Lange tijd is de lengte van de zeemijl niet precies gedefinieerd geweest. De Engelse wiskundige Richard Norwood besloot rond 1635 de lengte van een grootcirkel (zoals de evenaar of zoals alle grootcirkels die de lengtegraden bepalen) precies op te meten en stelde de waarde van de zeemijl op 1/60e van een booggraad van deze grootcirkel, één boogminuut. Zijn meting van de afstand van de Tower of London tot York, ongeveer 280 kilometer, kostte twee jaar en zat er volgens huidige maatstaven maar 600 meter naast, een fout van 0,2%. Zijn meting stelde de waarde van een graad op 110,72 kilometer, waarmee zijn zeemijl op 1,845 kilometer kwam.
Later werd in Frankrijk de grondslag gelegd voor het metriek stelsel. Hierin werd bepaald dat de meter per definitie 1/10 000 000 deel was van de afstand van de evenaar tot aan de noordpool, gemeten over de Meridiaan van Parijs. Ongeacht de lengte van die meridiaan kreeg de zeemijl daarmee een waarde van 10 000/(60×90) = 1,851 85 kilometer. 
In 1929 werd tijdens de International Extraordinary Hydrographic Conference te Monaco de lengte van de zeemijl vastgesteld op exact 1852 meter.
Sinds 1983 is de meter gedefinieerd als de afstand die licht in 1/299 792 458 seconde in vacuüm aflegt.
Bij plaatsbepaling op zee en in de lucht rekent men veelal in zeemijlen. De schaalverdeling van zeekaarten is toch al in graden en minuten, met een passer kan dan eenvoudig de afstand in zeemijlen langs de verticale zijde van de kaart afgemeten worden. Niet langs de horizontale zijde, omdat die boogminuten "korter" worden naarmate men verder van de evenaar (equator) verwijderd is.
Een zeemijl, zelf een '(boog)minuut', bestaat uit 60 seconden. Op Nederlandse zeekaarten wordt echter geen gebruik meer van seconden gemaakt, maar van het decimale stelsel. Zo bestaat 1 zeemijl uit duizend gelijke delen.
In Nederlandse wetgeving komt de zeemijl voor bij het definiëren van zones langs de kustlijn, vanwege internationale verdragen zoals het VN-zeerechtverdrag.

## Voetnoten
1. ↑  Vaarbewijzen.nl/zeekaart
2. ↑  In http://wetten.overheid.nl/BWBR0003748/1985-06-01#Artikel1 wordt de internationale zeemijl indirect gedefinieerd: "twaalf internationale zeemijlen, zijnde tweeëntwintig kilometer en tweehonderd vierentwintig meter".